# Duality (album)
Duality – siódmy album studyjny amerykańskiej skrzypaczki Lindsey Stirling wydany 14 czerwca 2024 przez Concord Records. 
W celu promocji albumu ogłoszono trasę koncertową po Stanach Zjednoczonych i Europie, trwającą od lipca do listopada 2024. W trasie zapowiedziano udział Walk off the Earth, Saint Motel i Audriix, a w Europie Nya.

## Lista utworów[7]
| 1       | Evil Twin             | 3:47  |
| 2.      | Eye of the Untold Her | 3:40  |
| 3.      | Surrende              | 3:22  |
| 4.      | Serenity Found        | 4:23  |
| 5.      | Untamed               | 3:07  |
| 6.      | Purpose               | 3:46  |
| 7.      | The Scarlett Queen    | 3:17  |
| 8.      | Inner Gold            | 3:56  |
| 9.      | Survive               | 3:17  |
| 10.     | Kintsugi              | 3:41  |
| 11.     | Firefly Alley         | 3:20  |
| 12.     | Les Fées              | 3:38  |
| Długość | Długość               | 43:13 |

### Edycja rozszerzona[8]
| 13.     | Dream Weaver | 4:10  |
| 14.     | Unfolding    | 3:39  |
| Długość | Długość      | 51:02 |